# Campeonato Paulista de Futebol de 1958
O Campeonato Paulista de Futebol de 1958 foi a 18.ª edição do campeonato organizado pela Federação Paulista de Futebol (FPF). O Santos conquistou o título pela 4.ª vez com uma rodada de antecedência. O Ypiranga-SP foi rebaixado e o artilheiro foi Pelé, do Santos, com 58 gols.

## História
Em 38 jogos o Santos obteve 29 vitórias, não perdeu nenhum clássico e sofreu apenas três derrotas, todas no Interior, para Noroeste, Taubaté e Ferroviária.
O título do Santos foi garantido em 14 de dezembro de 1958, com uma goleada de 7 a 1 sobre o Guarani, em Campinas, em que Pelé marcou quatro gols.

## Classificação
| Pos. | Equipes             | Pts | J  | V  | E  | D  | GP  | GC  | SG  | Classificação ou rebaixamento |
| ---- | ------------------- | --- | -- | -- | -- | -- | --- | --- | --- | ----------------------------- |
| 1    | Santos              | 64  | 38 | 29 | 6  | 3  | 143 | 40  | 103 | Campeão                       |
| 2    | São Paulo           | 60  | 38 | 25 | 10 | 3  | 93  | 39  | 54  |                               |
| 3    | Corinthians         | 56  | 38 | 24 | 8  | 6  | 93  | 50  | 43  |                               |
| 4    | Palmeiras           | 52  | 38 | 22 | 8  | 8  | 82  | 47  | 35  |                               |
| 5    | XV de Piracicaba    | 46  | 38 | 17 | 12 | 9  | 66  | 58  | 8   |                               |
| 6    | Portuguesa          | 45  | 38 | 19 | 7  | 12 | 96  | 71  | 25  |                               |
| 7    | Noroeste            | 40  | 38 | 15 | 10 | 13 | 67  | 63  | 4   |                               |
| 8    | Botafogo-SP         | 39  | 38 | 17 | 5  | 16 | 70  | 55  | 15  |                               |
| 9    | Taubaté             | 36  | 38 | 14 | 8  | 16 | 58  | 59  | −1  |                               |
| 9    | Nacional-SP         | 36  | 38 | 15 | 6  | 17 | 66  | 79  | −13 |                               |
| 11   | Ferroviária         | 35  | 38 | 14 | 7  | 17 | 59  | 57  | 2   |                               |
| 12   | Portuguesa Santista | 35  | 38 | 13 | 9  | 16 | 67  | 68  | −1  |                               |
| 13   | América-SP          | 33  | 38 | 12 | 9  | 17 | 47  | 58  | −11 |                               |
| 14   | Ponte Preta         | 31  | 38 | 11 | 9  | 18 | 48  | 77  | −29 |                               |
| 15   | Juventus-SP         | 31  | 38 | 12 | 7  | 19 | 54  | 84  | −30 |                               |
| 16   | Guarani             | 31  | 38 | 12 | 7  | 19 | 53  | 94  | −41 |                               |
| 17   | Comercial           | 28  | 38 | 8  | 12 | 18 | 44  | 74  | −30 |                               |
| 18   | XV de Jaú           | 23  | 38 | 8  | 7  | 23 | 43  | 74  | −31 |                               |
| 19   | Jabaquara           | 21  | 38 | 7  | 7  | 24 | 45  | 85  | −40 |                               |
| 20   | Ypiranga-SP         | 18  | 38 | 4  | 10 | 24 | 38  | 100 | −62 | Zona de rebaixamento          |

## Premiação
| Campeonato Paulista de 1958 |
| --------------------------- |
|                             |
| Santos Campeão (4° título)  |

## Artilheiros
| Pos. | Jogador   | Equipe      | Gols |
| ---- | --------- | ----------- | ---- |
| 1    | Pelé      | Santos      | 58   |
| 2    | Pepe      | Santos      | 31   |
| 3    | Zague     | Corinthians | 26   |
| 4    | Wilson    | Noroeste    | 25   |
| 4    | Nilo      | XV de Jaú   | 25   |
| 6    | Gino      | São Paulo   | 23   |
| 7    | Zé Carlos | Portuguesa  | 21   |
| 7    | Cardoso   | XV de Jaú   | 21   |
| 9    | Amaury    | São Paulo   | 18   |
| 9    | Neco      | Botafogo-SP | 18   |

Pelé atingiu a marca de 58 gols, recorde de artilharia que permanece até hoje na história dos Campeonatos Paulistas.